# Jiagui
Jiagui (kinesiska: 加贵乡, 加贵) är en socken i Kina. Den ligger i den autonoma regionen Guangxi, i den södra delen av landet, omkring 150 kilometer norr om regionhuvudstaden Nanning. Antalet invånare är 14563. Befolkningen består av 7 226 kvinnor och 7 337 män. Barn under 15 år utgör 26,0 %, vuxna 15-64 år 60 %, och äldre över 65 år 12,0 %.
Genomsnittlig årsnederbörd är 1 962 millimeter. Den regnigaste månaden är juni, med i genomsnitt 354 mm nederbörd, och den torraste är februari, med 41 mm nederbörd.